# بيري موس
بيري موس (بالإنجليزية: Perry Moss)‏ هو لاعب غولف أمريكي، ولد في 12 يوليو 1969 في شريفبورت في الولايات المتحدة.

## وصلات خارجية
- بيري موس على موقع رابطة لاعبي الغولف المحترفين (الإنجليزية)
- بيري موس على موقع رابطة اليابان للاعبي الغولف المحترفين (الإنجليزية)